# Zona metropolitană Dunărea de Jos
Zona metropolitană Dunărea de Jos  este un proiect în derulare pentru crearea unei unități administrative integrate între Galați, Brăila și localitățile din imediata apropiere. 
Centrul administrativ al acestei zone ar urma să fie în Municipiul Galați, iar populația urbană a acestei Z.M. ar urma să fie în jurul a 650.000 de locuitori.

Zona Metropolitană Galați - Brăila - Măcin

## Statistici
Câteva date referitoare la localitățile implicate în proiect:
*Conform recensământului din 2002
**Date actualizate de INS 2009
***RPL 2011
****Date actualizate de ADETIM